# 엔도 (스타워즈)
엔도(Endor)는 영화 스타워즈 에피소드6 - 제다이의 귀환에서 등장한 위성이다. 토착 생명체는 이워크 족이 살고있다.

## 엔도 전투
엔도 전투(Battle of Endor)는 영화 스타워즈 에피소드6 - 제다이의 귀환에서 등장한 전투이다.
엔도 상공 우주에서 반란군 연합은 전투 초반부터 은하 제국군 에 함정에 빠지고 열세에 몰리게 된다. 엔도 행성에서 방어막 기지를 파괴하지 못하고 생포되나 이워크 부족들이 협력과 기지를 발휘해 데스 스타 방어막 시설을 폭파 시킨다.
데스스타 내부 에서는 루크 스카이워커와 다스 베이더가 라이트세이버 결투를 벌이고 있었다. 루크 스카이워커가 유혹을 거부하자 쌍둥이 누이를 유혹하겠다고 하자 루크는 달려들어 베이더를 제압한다. 팰퍼틴 황제는 루크를 유혹하나 루크는 거부한다. 이에 팰퍼틴 황제는 루크를 포스 라이트닝으로 죽이려고 하나 다스 베이더의 아들 루크의 구해달라는 요청에 베이더는 망설이다가 팰퍼틴 황제를 데스스타 반응로에 던지고 아나킨 스카이워커로 돌아온다. 생명유지장치가 파괴되고 아나킨은 아들 루크 스카이워커 앞에서 사망한다.
우주에서는 밀레니엄 팔콘에 탑승한 랜도와 X-윙 스타파이터에 탑승한 웨지 안틸레스가 데스스타 반응로를 파괴하고 빠져 나온다. 루크 스카이워커도 아버지의 시신을 가지고 빠져 나온다. 이후 두 번째 데스스타는 완전히 파괴 되고 반란군 연합의 승리로 막을 내린다.
전투 이후 은하 제국의 분열이 되고 여려 행성에서 축제가 벌어지게 된다. 루크 스카이워커는 아버지 아나킨 스카이워커의 장례를 치르고 반란 연합과 이워크들 축제에 참석하고 동료들과 재회 한다. 그리고 이때 포스 고스트로 나타난 요다, 오비완 케노비, 아나킨 스카이워커를 보고 미소를 짓는다.
은하 내전 중 엔도 전투가 벌어진 곳이기도 하다.

## 같이 보기
- 스타워즈의 행성 목록